# Dead Until Dark
Dead Until Dark (Brasil: Morto Até o Anoitecer / Portugal: Sangue Fresco) é um livro de Charlaine Harris e o primeiro da série The Southern Vampire Mysteries. A primeira temporada da série True Blood é baseada no livro.

## Enredo
Em Morto até o Anoitecer, Sookie Stackhouse é uma garçonete telepata que vive em um mundo onde os vampiros saíram do caixão e tornaram-se cidadãos legais desde que os japoneses desenvolveram um sangue sintético, Trublood, que torna possível para os vampiros conviverem com humanos, sem a necessidade de caçar-los para seu sustento. Sookie mora com a avó Adele Stackhouse e tem um irmão mais velho, Jason.
Sookie se apaixona por um vampiro chamado Bill Compton, que em vida foi um veterano da Guerra Civil. Surpreendentemente, as mentes de vampiros são "silenciosas" para Sookie, o que é o paraíso para ela, já que mentes humanas são difíceis de serem bloqueadas e bombardeam-na constantemente com seus pensamentos. Em sua primeira visita, Sookie salva Bill dos Rattrays (Um casal de drenadores de sangue de vampiros). No dia seguinte, Sookie é espancada pelo Rattrays, que a deixam quase morta, e Bill retribui o favor da noite passada, matando os Rattrays para protege-la e curando-a com seu sangue.
Entretanto, ocorrem vários assassinatos na cidade de Bon Temps, e as pessoas acreditam que Bill está por trás dos assassinatos, pois muitos dos corpos têm marcas de presas de vampiros. A polícia de Bon Temps suspeita do irmão de Sookie, Jason, já que ele foi romanticamente ligado a duas das vítimas. Sookie tenta ajudar seu irmão e pede Bill para levá-la para um bar de vampiros chamado Fangtasia nas proximidades de Shreveport.
Eric Northman, um xerife vampiro que é muito mais antigo e poderoso do que Bill, é dono do bar. Eric logo descobre que Sookie é telepata e que pode lhe ser útil.
De volta a Bon Temps, Sookie encontra sua avó, Adele, morta na cozinha.
Após o enterro, Bill visita Sookie e os dois passam a noite juntos.
Eric dá ordens a Bill para levar Sookie de volta ao Fangtasia, a fim de usar sua habilidade telepática para determinar a identidade da pessoa que tem roubado de seu bar. Sookie descobre que o parceiro de Eric, Sombra Longa (vampiro), tem roubado o dinheiro e ele tenta matá-la. Eric salva a vida de Sookie, estacando Long Shadow quando ele ataca. Bill, preocupado com o poder de Eric sobre ele e Sookie, decide melhorar sua posição dentro de sua hierarquia de vampiros. Ele pede Bubba, um vampiro amigo seu, para proteger Sookie, enquanto ele se foi.
Sookie descobre que seu chefe, Sam é um transmorfo, quando ela deixa um vira-lata dormir ao lado dela e encontra uma Sam nu na manhã seguinte.
Enquanto Bill está fora da cidade, outra mulher é morta, e Jason é preso, por estar envolvido com a vítima. Sookie logo descobre que o assassino é o amigo de seu irmão Rene Lenier. Ele quase a mata, mas ela luta, ferindo Rene na perna e fugindo para a casa vazia de Bill. Gravemente ferida, Sookie acorda no hospital e encontra Bill a seu lado. Bill diz Sookie que ele tornou-se investigador de sua área, trabalhando sob Eric.

## Personagens

### Personagens principais
- Sookie Stackhouse: Uma garçonete telepata que se envolve com o vampiro Bill Compton.
- Bill Compton: Vampiro que em sua vida vida humana foi veterano da Guerra Civil, se envolve com Sookie, e se vê como suspeito na investigação dos assassinatos.
- Sam Merlotte: Transmorfo e dono do bar Merlotte's, é chefe de Sookie.

### Personagens secundários
- Jason Stackhouse: Humano e irmão de Sookie. Viciado em sexo, é o principal suspeito na investigação dos assassinatos.
- Arlene Fowler: Humana e garçonete no Merlotte's, foi casada quatro vezes. É noiva de Rene.
- Andy Bellefleur: Humano e detetive.
- Eric Northman: Vampiro xerife da Área 5, é dono do Fangtasia.
- Pam Ravenscroft: Vampira e co-proprietaria do Fangtasia.

### Personagens não-recorrente
- Adele Stackhouse: A avó de Sookie, é morta por engano por Rene.
- Malcom, Diane e Liam: Vampiros que não querem se "enturmar", assustam as pessoas de Bon Temps. São queimados por uma multidão enfurecida.
- Rene Lenier: Amigo de Jason, é o assassino da história. Ele mata mulheres que já dormiram com vampiros, com exceção de Adele Stackhouse, que ele mata no lugar de Sookie Stackhouse.
- Dawn Greene: Garçonete no Merlotte's, é morta por Rene.
- Sombra Longa: Barman do Fangtasia, é morto por Eric, após ser revelado que ele rouba dinheiro do bar.

## Adaptação para a televisão
Há alguma poucas diferenças entre o livro e a série, como:
- A personagem Tara Thornan, que aparece somente a partir do segundo livro e não tem grandes participações. Na série, ela é uma personagem principal.
- Na série, Bill mata Sombra Longa, enquanto no livro é Eric quem mata.
- Bubba não tem participação na primeira temporada.